# Бакинский Экспо-центр
Бакинский Экспо-центр (азерб. Bakı Ekspo Mərkəzi; англ. Baku Expo Center) — выставочный центр, расположенный в столице Азербайджана, городе Баку. Центр расположен в посёлке Ени-Сураханы Сураханского района близ Международного аэропорта имени Гейдара Алиева. Помимо выставок в центре проводятся конференции, семинары, деловые и развлекательные мероприятия.

## Общие сведения
Официальное открытие центра состоялось 1 июня 2010 года, когда в экспо-центре была организована выставка «Caspian Oil and Gas» (Каспийская нефть и газ), крупнейшее мероприятие в нефтегазовой отрасли прикаспийского региона.
Общая площадь комплекса составляет 10 га. Здание Экспо-центра занимает 3 га с общей экспозиционной площадью более 20 000 м². Имеется три павильона для проведения различного типа выставок. В центре расположены конференц-залы, бизнес-центр, фуд-корты. Холл центра занимает 4 000 м². Расположенная в передней части здания парковка способна вмещать более 500 автомобилей.
В 2013 году площадь экспозиции выставки по сравнению с 2012 годом увеличилась на 22 процента.
В 2015 году в Экспо-центре планируется проведение соревнований по фехтованию, тхэквондо, настольному теннису и карате в рамках I Европейских игр.

## Выставки

### Международная выставка недвижимости и инвестиций
С 28 по 30 ноября в  Экспо-центре была проведена Международная выставка недвижимости и инвестиций RecExpo, выставка занимала место площадью 5 600 квадратных метров. В ней приняли участие 70 компаний из 14 стран. Компании из Азербайджана, Турции, Франции, России, Великобритании, Объединенных Арабских Эмиратов, Катара, Польши, Грузии представили более 150 строительных проектов. На выставке представили макеты жилых зданий в Азербайджане, Грузии, ОАЭ.

### Международная Выставка Здравоохранения
28-30 сентября в Баку Экспо Центре прошла 23-я Азербайджанская Международная Выставка «Здравоохранение» («BIHE-2017»). Целью выставки является налаживание деловых контактов и обмена опытом между работниками медицинских учреждений, поставщиками современного медицинского оборудования, фармацевтами. На выставке приняли участие 104 компании из 19 стран мира, из Азербайджана, Индии, Италии, Ирана, Беларуси, Германии, Китая, Литвы, Польши, России, Турции, Украины, Швейцарии и других стран.

### Международная выставка нефти и газа
Открытие Бакинского выставочного центра было реализовано с 17-й Международной выставкой Caspian Oil & Gas 1-4  июля 2010 году. На выставке приняли участие 280 компаний из 26 стран. Международные компании, такие как Itochu, OMV Gas International GmbH, Государственная нефтяная компания Азербайджана (SOCAR), Statoil ASA, Total, TPAO занимали более 40% выставочной площади.

### Международная автомобильная выставка
В марте 2011 года в Бакинском Экспо центре впервые состоялась 7-я Азербайджанская международная автомобильная выставка. На выставке приняли участие 105 компаний из 14 стран и регионов, таких как Азербайджан, Швейцария, Беларусь, Дания, Италия, Канада, Китай, Малайзия, Россия, Тайвань, Германия, Турция и Япония. Выставка включала такие сектора, как автомобили, коммерческий транспорт, автомобильные детали и аксессуары для всех видов транспорта.

### Акватерм
С 18 по 21 октября 2017 года в Баку прошла 10-я Юбилейная международная выставка по отоплению, вентиляции, кондиционированию, водоснабжению, санитарии, экологическим технологиям, бассейну и возобновляемым источникам энергии.
Бакинский выставочный центр приветствовал участников из Китая, Азербайджана, Франции, Италии, Ирана, Кувейта, Турции и др. Международные компании, такие как Euroclima, Yusiko, BestTechniK, Azertexnolayn, Alarko Carrier Sanayi ve Ticaret, Egeplast Ege Plastik, Turan Makinе, Termo ISI, В выставке приняли участие Polimart, Ultratek, Sumgait Technologies Park, Kaskad-Hidro, Yetsan Pazarlama Isi Sistemleri.

### Международная образовательная выставка
6-8 октября в Бакинском выставочном центре состоялась 11-я Азербайджанская международная образовательная выставка, на которой были представлены университеты, школы, колледжи, учебные центры разных стран, таких как Австрия, Беларусь, Германия, Италия, Латвия, Литва, Россия, Сингапур, Словакия. В рамках выставки посетителям были представлены бакалавры, магистры и аспирантуры, курсы иностранных языков, стажировки и тренинги.

### Международные выставки сельского хозяйства Caspian Agro и InterFood Azerbaijan
В рамках представления продукции сельскохозяйственной и пищевой отрасли в центре ежегодно проводятся сельскохозяйственная выставка Caspian Agro и выставка пищевой промышленности InterFood Azerbaijan.
За период своей деятельности по 2025 год включительно проведено 30 выставок InterFood Azerbaijan. В них приняли участие более 3 000 компаний из 50 стран, и более 150 000 посетителей. 

#### 2022
Предметом выставки Caspian Agro 2022 стали инновационные технологии в аграрной отрасли. На выставке были представлены сектора «Умная деревня», «Интернет вещей», «Искусственный интеллект», «Стартапы», «IT услуги», «Беспилотные летательные аппараты» («Дроны»), «Робототехнические комплексы». Выставки проведены с 18 по 20 мая 2022.
В выставках Caspian Agro и InterFood Azerbaijan приняли участие 449 компаний из 24 стран.

#### 2025
Выставка проведена с 13 по 16 мая. Проведена 18-я международная сельскохозяйственная выставка «Caspian Agro» и 30-я международная выставка пищевой промышленности «InterFood Azerbaijan». В выставках приняли участие 450 компаний из 31 страны. На выставке деййствовали разделы — электронное сельское хозяйство, робототехника, дроны, ИТ-услуги, искусственный интеллект, умная деревня, стартапы, альтернативные источники энергии, зеленое агро. Впервые была представлена сфера рыболовства и аквакультуры.

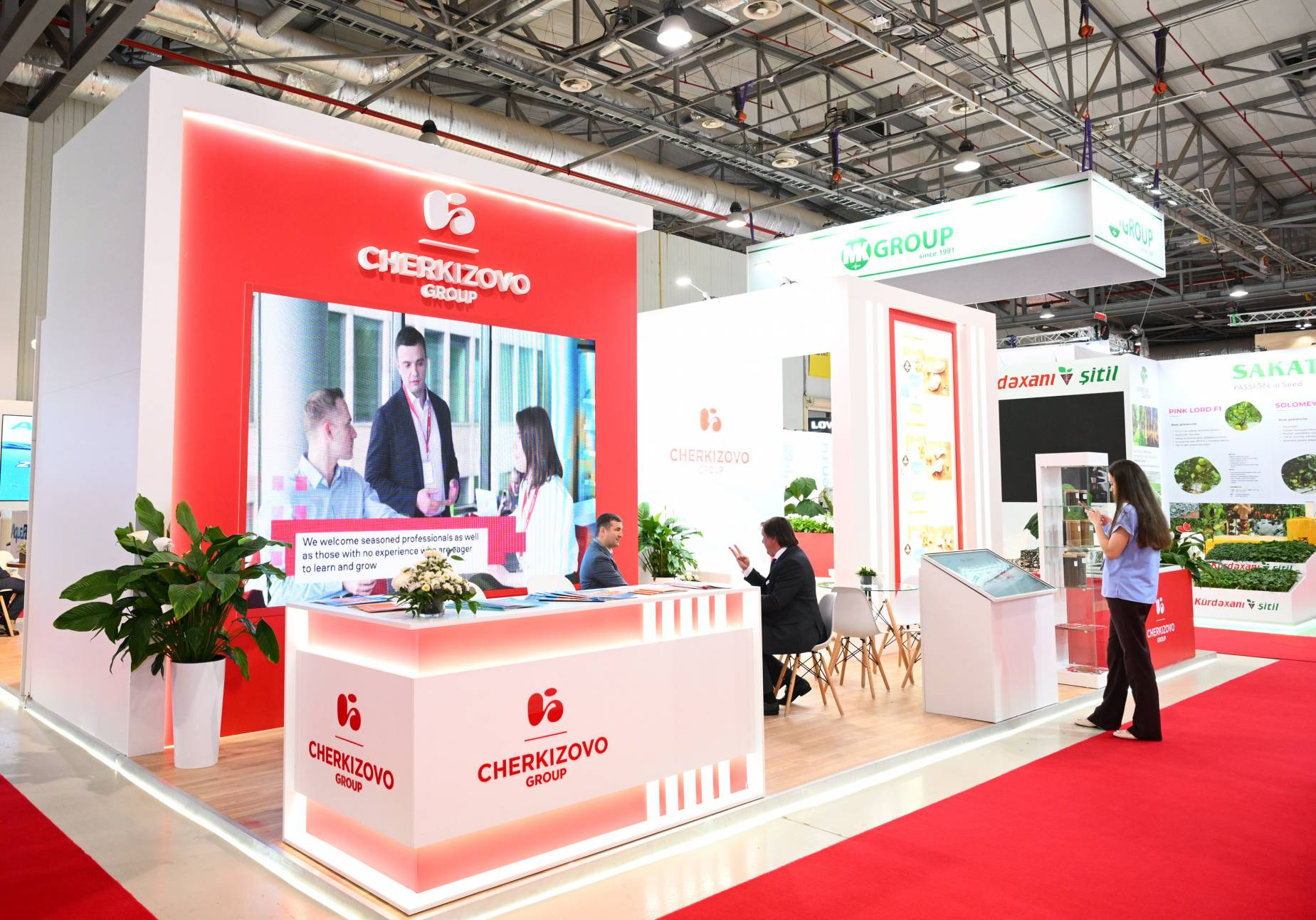
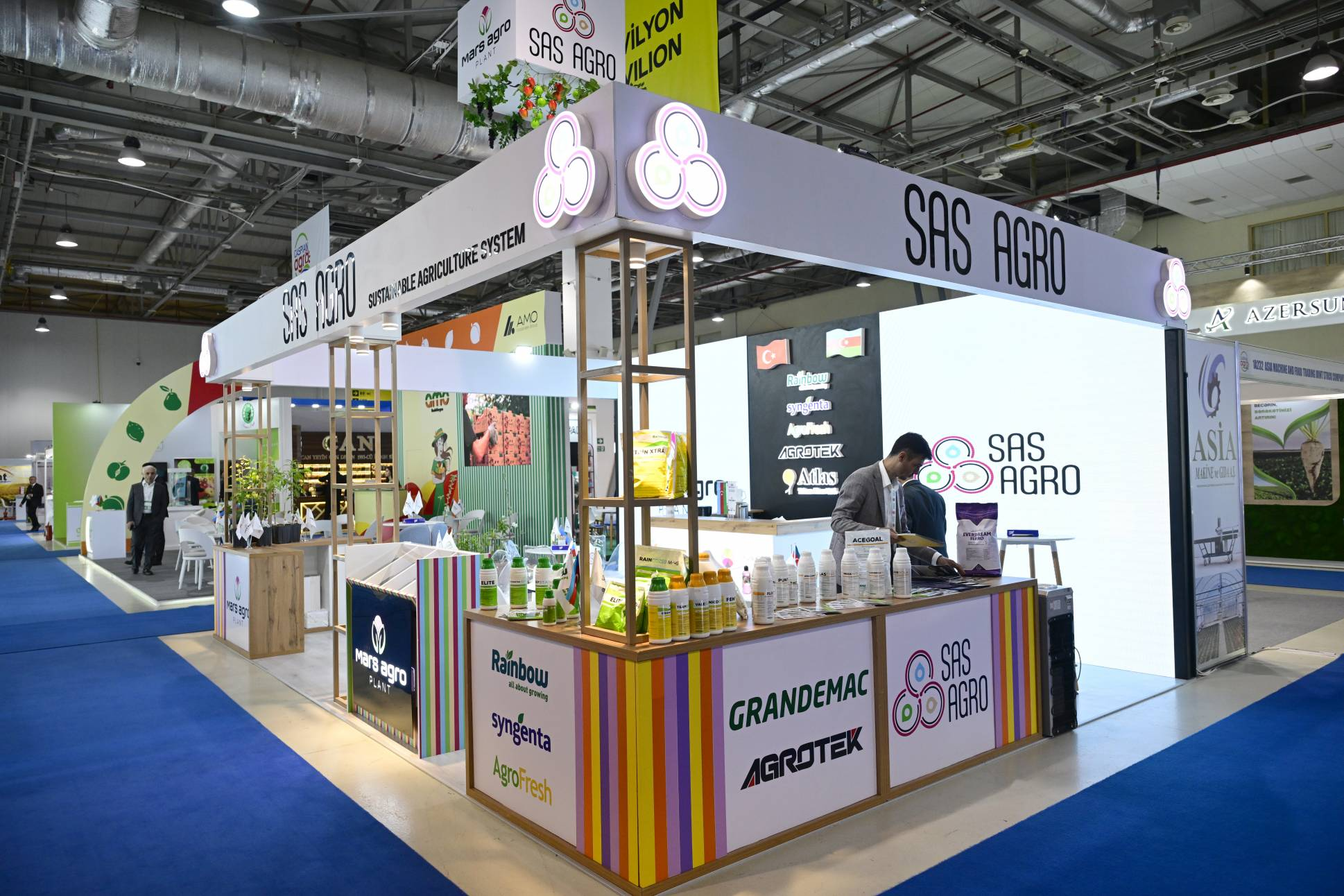
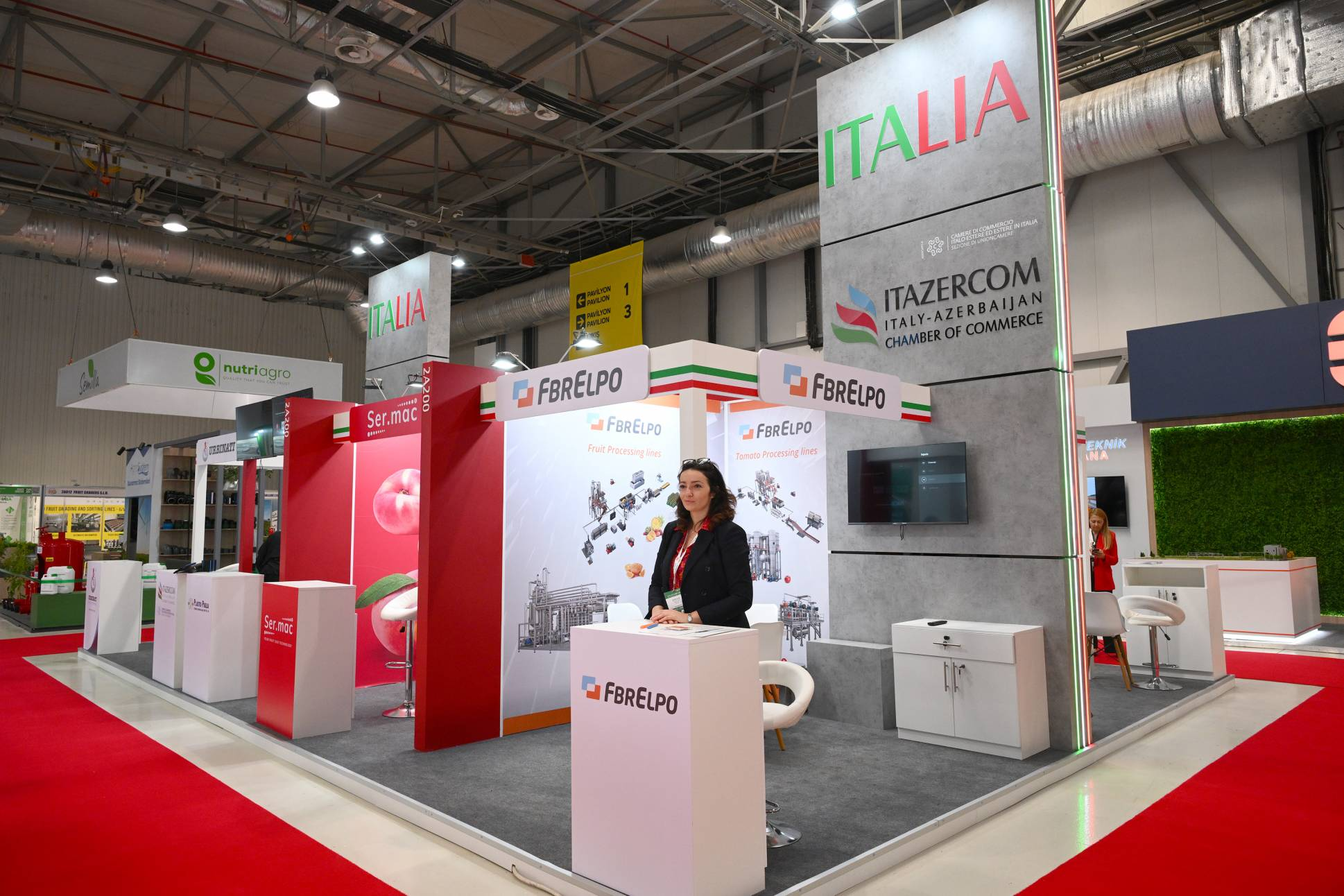
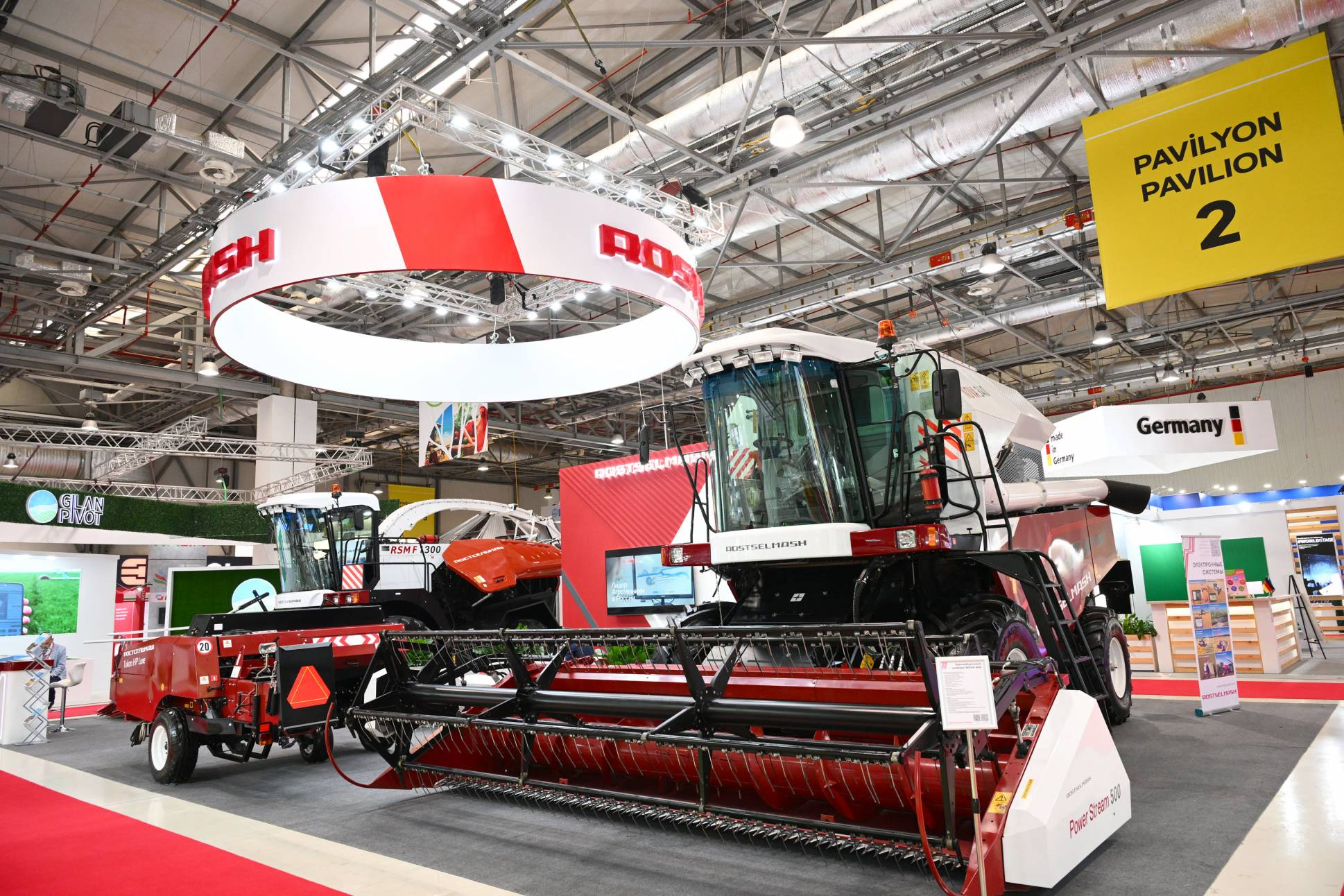
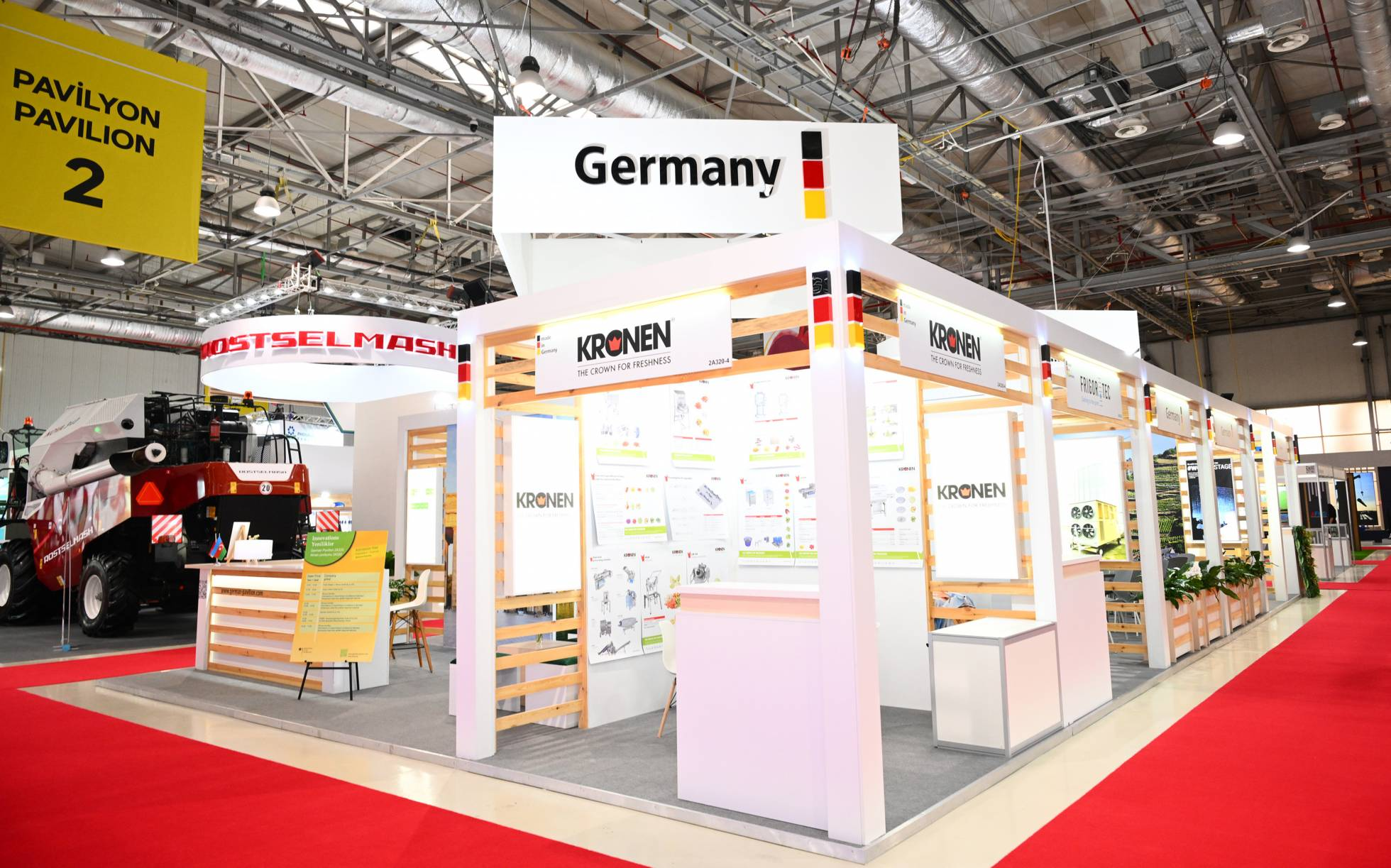
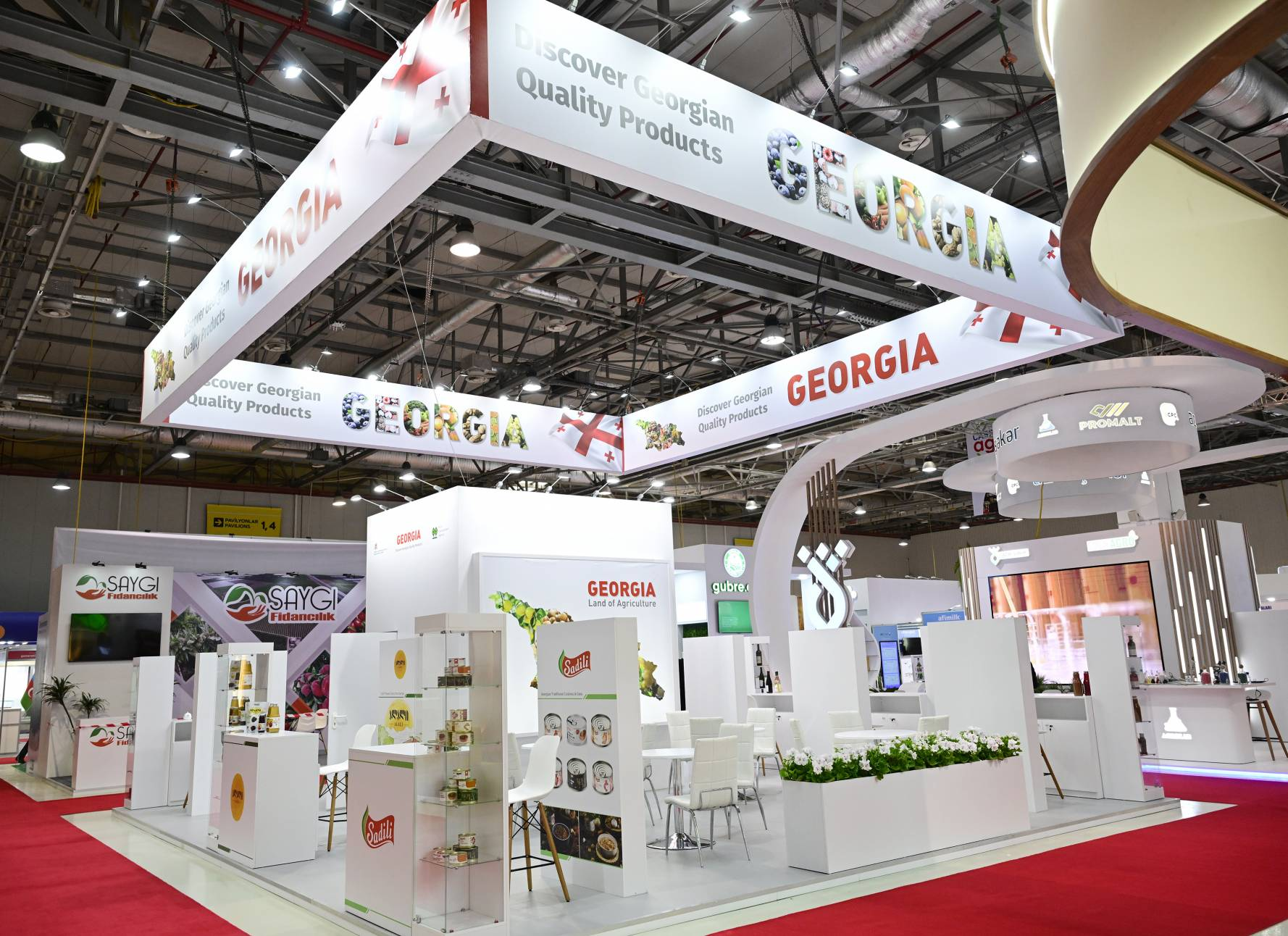

### Бакинская международная книжная выставка
В центре проводится Бакинская международная книжная выставка.
IX выставка прошла с 11 по 15 ноября 2023 года. На выставке были представлены стенды России, Библиотеки по правам человека омбудсмана Азербайджана, АЗЕРТАДЖ.

10-я выставка открылась 2 октября 2024 года. В выставке принимают участие 110 издательско-полиграфических и книжных предприятий Азербайджана и 56 зарубежных организаций из 18 стран.

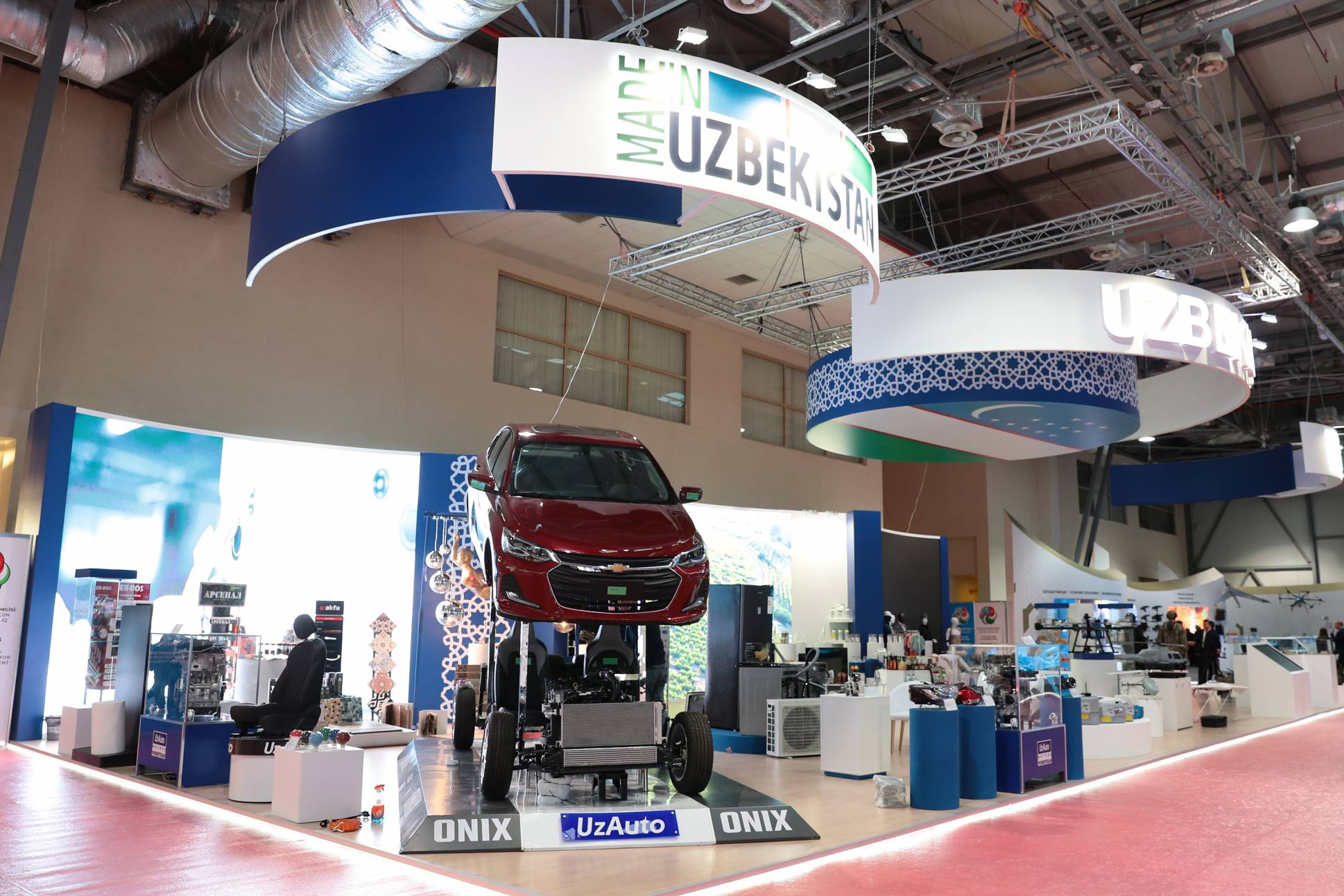
Стенд Узбекистана на выставке стран СПЕКА

### Выставка стран СПЕКА
С 22 по 25 ноября 2023 года в центре прошла выставка стран-членов СПЕКА (специальной программы ООН для экономик стран Центральной Азии). На выставке демонстрировались образцы продукции, производимой странами-членами СПЕКА Казахстаном, Кыргызстаном, Таджикистаном, Туркменистаном, Узбекистаном, Азербайджаном.

### Выставка «Водное хозяйство»
С 12 по 14 марта 2024 года в рамках Бакинской водной недели состоялась международная выставка водных технологий «Водное хозяйство». В выставке и водной неделе приняли участие 97 компаний из 16 стран, в том числе Германии, США, Австрии, Австралии, Белоруссии, Бельгии, Великобритании, Чехии, Дании, Грузии, Израиля, Швейцарии, Казахстана, Турции, России, Азербайджана. Бакинская водная неделя была проведена в Азербайджане впервые. За три дня выставку посетило 4 500 человек. Проведено 145 деловых B2B встреч.
Вторая Бакинская водная неделя и выставка «Водное хозяйство» пройдут с 10 по 12 сентября 2025 года.